# Zigera funeralis
Zigera funeralis là một loài bướm đêm trong họ Noctuidae.